# Listă de aeroporturi după codul ICAO: R
Mai jos este lista de aeroporturi al căror cod ICAO începe cu litera R.
Această listă este generată cu date din Wikidata și este actualizată periodic de un robot.
 Editările făcute în listă vor fi șterse la următoarea actualizare!
| Imagine | Cod ICAO  | Articol                                   |
| ------- | --------- | ----------------------------------------- |
|         | RJDB      | Aeroportul Iki                            |
|         | RJOI      | Baza aeriană Iwakuni                      |
|         | RPUW      | Aeroportul Marinduque                     |
|         | RPMI      | Aeroportul Maria Cristina                 |
|         | ROKR      | Aeroportul Kerama                         |
|         | RKJJ      | Aeroportul Gwangju                        |
|         | RJSR      | Aeroportul Odate-Noshiro                  |
|         | RJBK      | Aeroportul Kōnan                          |
|         | RJSD      | Aeroportul Sado                           |
|         | RPVK      | Aeroportul Internațional Kalibo           |
|         | RJSY      | Aeroportul Shonai                         |
|         | RJCK      | Aeroportul Kushiro                        |
|         | RJCN      | Aeroportul Nakashibetsu                   |
|         | RJCO      | Aeroportul Okadama                        |
|         | RJCR      | Aeroportul Rebun                          |
|         | RJFR      | Aeroportul Kitakyushu                     |
|         | RJKI      | Aeroportul Kikai                          |
|         | RKSI      | Aeroportul Internațional Incheon          |
|         | RORE      | Aeroportul Iejima                         |
|         | ROYN      | Aeroportul Yonaguni                       |
|         | RPMC      | Aeroportul Awang                          |
|         | RJBB      | Aeroportul Internațional Kansai           |
|         | RJCB      | Aeroportul Tokachi-Obihiro                |
|         | RJCC      | Aeroportul New Chitose                    |
|         | RJOC      | Aeroportul Izumo                          |
|         | RKSS      | Aeroportul Internațional Gimpo            |
|         | RJCH      | Aeroportul Hakodate                       |
|         | RKNC      | Aeroportul A-306                          |
|         | RJOK      | Aeroportul Kōchi                          |
|         | RJOA      | Aeroportul Hiroshima                      |
|         | RJNO      | Aeroportul Oki                            |
|         | RCMT      | Aeroportul Matsu Beigan                   |
|         | RJSK      | Aeroportul Akita                          |
|         | RORK      | Aeroportul Kitadaito                      |
|         | RPMR      | Aeroportul General Santos                 |
|         | RJOO      | Aeroportul Internațional Osaka            |
|         | RPVM      | Aeroportul Internațional Mactan–Cebu      |
|         | RJER      | Aeroportul Rishiri                        |
|         | RJBD      | Aeroportul Nanki-Shirahama                |
|         | RJSS      | Aeroportul Sendai                         |
|         | RPMW      | Aeroportul Tandag                         |
|         | RPMM      | Aeroportul Malabang                       |
|         | RPVV      | Aeroportul Francisco B. Reyes             |
|         | ROMD      | Aeroportul Minami-Daito                   |
|         | RKRO      | Aeroportul R-217 Aero                     |
|         | RKTP      | Aeroportul Seosan                         |
|         | RJCM      | Aeroportul Memanbetsu                     |
|         | RJKA      | Aeroportul Amami                          |
|         | RJTO      | Aeroportul Oshima                         |
|         | RORT      | Aeroportul Tarama                         |
|         | RCWA      | Aeroportul Wang-an                        |
|         | RKTU      | Aeroportul Internațional Cheongju         |
|         | RPLB      | Aeroportul Subic Bay                      |
|         | RPLC      | Aeroportul Internațional Clark            |
|         | RPLL      | Aeroportul Internațional Ninoy Aquino     |
|         | RPLS      | Aeroportul Sangley Point                  |
|         | RPMG      | Aeroportul Dipolog                        |
|         | RPNS      | Aeroportul Sayak                          |
|         | RPVB      | Aeroportul Bacolod-Silay                  |
|         | RPVR      | Aeroportul Roxas                          |
|         | RPVS      | Aeroportul Evelio Javier                  |
|         | RJSI      | Aeroportul Hanamaki                       |
|         | RPMN      | Aeroportul Sanga-Sanga                    |
|         | RJDT      | Aeroportul Tsushima                       |
|         | RJFF      | Aeroportul Fukuoka                        |
|         | RJAM      | Aeroportul Minami Torishima               |
|         | RJKN      | Aeroportul Tokunoshima                    |
|         | RJNK      | Aeroportul Komatsu                        |
|         | RJOH      | Aeroportul Miho-Yonago                    |
|         | RJOS      | Aeroportul Tokushima                      |
|         | ROIG      | Aeroportul Ishigaki                       |
|         | RJDU      | Aeroportul Ōmura                          |
|         | RKPK      | Aeroportul Internațional Gimhae           |
|         | RPUN      | Aeroportul Naga                           |
|         | RORA      | Aeroportul Aguni                          |
|         | ROMY      | Aeroportul Miyako                         |
|         | RJGG      | Aeroportul Internațional Chubu Centrair   |
|         | RCBS      | Aeroportul Kinmen                         |
|         | RCFG      | Aeroportul Matsu Nangan                   |
|         | RJOB      | Aeroportul Okayama                        |
|         | RPVE      | Aeroportul Godofredo P. Ramos             |
|         | RJDC      | Aeroportul Yamaguchi Ube                  |
|         | RJFO      | Aeroportul Oita                           |
|         | RJOT      | Aeroportul Takamatsu                      |
|         | RJFU      | Aeroportul Nagasaki                       |
|         | RJFK      | Aeroportul Kagoshima                      |
|         | RJAH      | Aeroportul Ibaraki                        |
|         | RJFG      | Aeroportul New Tanegashima                |
|         | RKPD      | Aeroportul Jungseok                       |
|         | RPUR      | Aeroportul Dr. Juan C. Angara             |
|         | RCKH      | Aeroportul Internațional Kaohsiung        |
|         | RJFE      | Aeroportul Fukue                          |
|         | RJOW      | Aeroportul Iwami                          |
|         | RJEB      | Aeroportul Monbetsu                       |
|         | RJEO      | Aeroportul Okushiri                       |
|         | RJNW      | Aeroportul Noto                           |
|         | RPVP      | Aeroportul Internațional Puerto Princesa  |
|         | RJFC      | Aeroportul Yakushima                      |
|         | RJOR      | Aeroportul Tottori                        |
|         | RPVT      | Aeroportul Tagbilaran                     |
|         | RPVA      | Aeroportul Daniel Z. Romualdez            |
|         | RJNT      | Aeroportul Toyama                         |
|         | RPMD      | Aeroportul Internațional Francisco Bangoy |
|         | RJSN      | Aeroportul Niigata                        |
|         | ROAH      | Aeroportul Naha                           |
|         | RJFT      | Aeroportul Kumamoto                       |
|         | RPMZ      | Aeroportul Internațional Zamboanga        |
|         | RJNS      | Aeroportul Shizuoka                       |
|         | RCQC      | Aeroportul Magong                         |
|         | RPUT      | Aeroportul Tuguegarao                     |
|         | RJSC      | Aeroportul Yamagata                       |
|         | RJSM      | Aeroportul Misawa                         |
|         | RJFS      | Aeroportul Saga                           |
|         | RJCW      | Aeroportul Wakkanai                       |
|         | RJFM      | Aeroportul Miyazaki                       |
|         | RJTQ      | Aeroportul Miyakejima                     |
|         | RJAN      | Aeroportul Niijima                        |
|         | RJSF      | Aeroportul Fukushima                      |
|         | RPLE      | Aeroportul Balesin                        |
|         | RPMV      | Aeroportul Ipil                           |
|         | RPMQ      | Aeroportul Imelda R. Marcos               |
|         | RJOM      | Aeroportul Matsuyama                      |
|         | RPLO      | Aeroportul Cuyo                           |
|         | RCSQ      | Aeroportul Pingtung                       |
|         | RCSS      | Aeroportul Taipei Songshan                |
|         | RCLM Z28X | Aeroportul Dongsha                        |
|         | RJTT      | Aeroportul Tokio Haneda                   |
|         | RJAA      | Aeroportul Internațional Narita           |
|         | RCKU      | Aeroportul Chiayi                         |
|         | RPVI      | Aeroportul Iloilo                         |
|         | RORY      | Aeroportul Yoron                          |
|         | RJBT      | Aeroportul Tajima                         |
|         | RPUB      | Aeroportul Loakan                         |
|         | RPMU      | Aeroportul Cagayan de Sulu                |
|         | RPVC      | Aeroportul Calbayog                       |
|         | RPVW      | Aeroportul Borongan                       |
|         | RJEC      | Aeroportul Asahikawa                      |
|         | RJKB      | Aeroportul Okinoerabu                     |
|         | RPUD      | Aeroportul Bagasbas                       |
|         | RJBH      | Aeroportul Hiroshima-Nishi                |
|         | RPMJ      | Aeroportul Jolo                           |
|         | ROKJ      | Aeroportul Kumejima                       |
|         | RJNF      | Aeroportul Fukui                          |
|         | RPVJ      | Aeroportul Moises R. Espinosa             |
|         | RPUQ      | Aeroportul Mindoro                        |
|         | RCFN      | Aeroportul Taitung                        |
|         | RCMQ      | Aeroportul Taichung                       |
|         | RCNN      | Aeroportul Tainan                         |
|         | RPUO      | Aeroportul Basco                          |
|         | RPMY      | Aeroportul Laguindingan                   |
|         | RPMH      | Aeroportul Camiguin                       |
|         | RPUY      | Aeroportul Cauayan                        |
|         | RPVF      | Aeroportul Național Catarman              |
|         | RKJB      | Aeroportul Internațional Muan             |
|         | RJTH      | Aeroportul Hachijojima                    |
|         | RPLI      | Aeroportul Internațional Laoag            |
|         | RPMF      | Aeroportul Bislig                         |
|         | RJAF      | Aeroportul Matsumoto                      |
|         | RORS      | Aeroportul Shimojishima                   |
|         | RPLP      | Aeroportul Legazpi                        |
|         | RPVD      | Aeroportul Sibulan                        |
|         | RKJY      | Aeroportul Yeosu                          |
|         | RKPU      | Aeroportul Ulsan                          |
|         | RKTH      | Aeroportul Pohang                         |
|         | RKPS      | Aeroportul Sacheon                        |
|         | RPLK      | Aeroportul Internațional Bicol            |
|         | RKJK      | Aeroportul Gunsan                         |
|         | RKJM      | Aeroportul Mokpo                          |
|         | RPUV      | Aeroportul Virac                          |
|         | RPUM      | Aeroportul Mamburao                       |
|         | RCYU      | Aeroportul Hualien                        |
|         | RKNW      | Aeroportul Wonju                          |
|         | RKPE      | Aeroportul Jinhae                         |
|         | RJSA      | Aeroportul Aomori                         |
|         | RPLH      | Aeroportul Internațional Northern Cagayan |
|         | RCGI      | Aeroportul Lyudao                         |
|         | RCKW      | Aeroportul Hengchun                       |
|         | RPSP      | Aeroportul Bohol–Panglao                  |
|         | RORH      | Aeroportul Hateruma                       |
|         | RCCM      | Aeroportul Qimei                          |
|         | RCLY      | Aeroportul Lanyu                          |
|         | RPME      | Aeroportul Bancasi                        |
|         | RPMS      | Aeroportul Surigao                        |
|         | RPSD      | Aeroportul Taytay                         |
|         | RJBE      | Aeroportul Kobe                           |
|         | RPUH      | Aeroportul San Jose                       |
|         | RPVU      | Aeroportul Tugdan                         |
|         | RPLU      | Aeroportul Lubang                         |
|         | RPEN      | Aeroportul El Nido                        |
|         | RPVO      | Aeroportul Ormoc                          |
|         | RCTP      | Aeroportul Internațional Taiwan Taoyuan   |
|         | RPMP      | Aeroportul Pagadian                       |
|         | RPMO      | Aeroportul Labo                           |
|         | RPMA      | Aeroportul Allah Valley                   |
|         | RKPC      | Aeroportul Internațional Jeju             |
|         | RKTN      | Aeroportul Internațional Daegu            |
|         | RKNY      | Aeroportul Internațional Yangyang         |
|         | RKTL      | Aeroportul Uljin                          |
|         | RKJU      | Aeroportul Jeonju                         |